# Haii-Ditkovețki, Brodî
Haii-Ditkovețki (în ucraineană Гаї-Дітковецькі) este un sat în comuna Haii din raionul Brodî, regiunea Liov, Ucraina.

## Demografie
Componența lingvistică a localității Haii-Ditkovețki
     Ucraineană (98,5%)
     Alte limbi (0,56%)
Conform recensământului din 2001, majoritatea populației localității Haii-Ditkovețki era vorbitoare de ucraineană (98,5%), existând în minoritate și vorbitori de alte limbi.